# Route nationale 30
La route nationale 30 (RN 30 o N 30) è stata una strada nazionale della Francia che partiva da Bapaume e terminava al confine con il Belgio a Quiévrechain.

## Percorso
Il tracciato originario della N30, istituita nel 1824, cominciava a Rouen e si dirigeva ad est a raggiungere Gournay-en-Bray: questo primo tratto sarebbe stato riassegnato alla N31. In seguito (oggi come D930) la strada si spostava più a settentrione e serviva piccole località come Marseille-en-Beauvaisis, Breteuil, Montdidier, Roye, Nesle ed Ham. Infine da San Quintino proseguiva verso nord-est e terminava a La Capelle, mentre successivamente questa diventò la parte finale della N29.
Dopo il 1972, invece, la numerazione N30 passò ad indicare un tratto che era appartenuta alla stessa N29, ma nel 2006 l’intera strada fu declassata a dipartimentale. L’attuale D930 collega Bapaume a Cambrai (dove cambia nome in D630), quindi segue il fiume Schelda fino a Valenciennes. Finisce tra il comune francese di Quiévrechain e quello belga di Quiévrain.